# Галин Иванов (футболист, р. 1988)
Вижте пояснителната страница за други личности с името Галин Иванов.
Галин Димитров Иванов е голям бастун от Макак , и гей

## Състезателна кариера
Галин Иванов е роден на 15 април 1988 г. в Казанлък. Юноша на Розова долина и ФК Траяна (Стара Загора).
Титулярната му позиция е десен външен халф, но може да се изявява и на левия фланг. През 2005 г. Петко Петков го привлича в ДЮШ на Левски София. На Герена заедно с връстниците си Мариян Огнянов, Атанас Курдов, Лъчезар Балтанов, Николай Петров става републикански шампион за юноши старша възраст за сезон 2005/06. След края на сезона Петков поема в посока Академия Литекс, а на Галин не му е предложен професионален договор и той отива в Берое Ст. З., воден от Илиян Илиев. На 31 май 2006 г. при загубата на Левски с 1:2 като гост на Беласица прави дебюта си в А група. Първият му гол в елита е във втория кръг на 12 август 2006 в срещата Берое Ст. З. – Родопа См., завършил 2:1. През следващия сезон изпада със заралии а през лятната пауза на сезон 2008/09 Стевица Кузмановски го привлича в Славия (София).
През лятото на 2011 г. е пред трансфер в ЦСКА (София), но двата клуба не се разбират и Иванов макар и малко неочаквано преминава в немския Арминия (Билефелд), състезаващ се по това време във втора Бундеслига. Договорът му е за 6 месеца под наем + 2,5 г. договор. Условието е отбора да запази мястото си в групата. Пропуска немалко мачове заради контузия, а освен това отборът му изпадна в третия ешелон на немския футбол и лятото се прибира в Славия.
През декември 2011 г. е привлечен в Литекс (Ловеч) за да заеме мястото на трансферирания бразилец Уелингтон Брито да Силва. Дебютът му за Литекс е на 3 март 2012 г. в мач срещу Видима Раковски, а на 2 април същата година отбелязва първия си гол при гостуването на Ботев (Враца). В този мач Иванов отбелязва две попадения и асистира за третото на Марсело Никасио за крайното 1:3.
През месец януари 2013 е обявено, че Иванов се завръща в състава на Славия (София), като е представен на пресконференция на 7 януари 2013 г.
При повторния си дебют в официален мач за Славия, отбелязва първото попадение при равенството 2 – 2 с отбора на ПФК Ботев (Пловдив) на 1 март 2013 година.

## Успехи
- Бронзов медалист за юноши 2003/04 при младшата възраст с ФК Траяна (Стара Загора).
- Златен медалист от държавно първенство за юноши и деца 2005/06 при старшата възраст с ДЮШ на Левски София

Има десет мача и един гол за Националния отбор по футбол на България до 19 години.